# Communauté d'agglomération de l'aéroport du Bourget
Pour les articles homonymes, voir Le Bourget, Bourget et Aéroport du Bourget.
La Communauté d'agglomération de l'aéroport du Bourget est une ancienne structure intercommunale française située dans le département de la Seine-Saint-Denis, dans la région Île-de-France. 
Elle a été dissoute le 31 décembre 2015, compte tenu de la création de la métropole du Grand Paris le 1er janvier 2016 et ses communes ont été intégrées à l'Établissement public territorial de Paris Terres d'Envol.
Elle a pour but initial de mettre en commun les équipements sportifs et culturels des différentes villes et d'en créer des nouveaux. Aujourd'hui, son principal projet est la création d'un pôle de développement centré sur l'aéroport du Bourget et sur la gare du Bourget.

## Historique
Les villes de Drancy et du Bourget ont créé, fin 2006, une communauté de communes qui porte le nom de Communauté de communes Drancy-Le Bourget, et dont le premier conseil communautaire a eu lieu le 21 décembre 2006. Le 1er janvier 2009, Dugny rejoint la communauté, qui prend le nom de Communauté de communes de l'aéroport du Bourget,. À compter du 1er janvier 2010, cette communauté de communes se transforme en communauté d'agglomération.
En 2011, l’intercommunalité adhère au syndicat mixte Paris Métropole.
Des réflexions ont été engagées en vue de l'adhésion à la communauté d'agglomération de la commune de  Bonneuil-en-France dans le Val-d'Oise, village de 712 habitants en 2009, cette municipalité ayant refusé le rattachement à la communauté d'agglomération Val de France proposé par le préfet et souhaité l'adhésion à la CAAB, à laquelle la ville de Bonneuil-en-France se sent plus proche puisque plus du tiers de l'Aéroport du Bourget se trouve en fait sur son territoire. Néanmoins,  le préfet du Val-d'Oise a imposé l'adhésion de cette commune à la communauté d'agglomération Val de France, qui a pris effet le 1er janvier 2014,,.
Dans le cadre de la mise en place de la métropole du Grand Paris, la loi portant nouvelle organisation territoriale de la République du 7 août 2015 (Loi NOTRe) prévoit la création d'établissements publics territoriaux (EPT), qui regroupent l'ensemble des communes de la métropole à l'exception de Paris, et assurent des fonctions de proximité en matière de politique de la ville, d'équipements culturels, socioculturels, socio-éducatifs et sportifs, d'eau et assainissement, de gestion des déchets ménagers et d'action sociale. 
La création des EPT s'accompagne de la suppression des EPCI à fiscalité propre situés dans leur périmètre, et qui exercent désormais les compétences que les communes avaient transférées aux intercommunalités supprimées.
L'Établissement public territorial Paris Terres d'Envol a été créé par un décret du 11 décembre 2016 et regroupe :
- les trois communes antérieurement membres de l'ex-communauté d'agglomération de l'aéroport du Bourget ;
- les trois communes antérieurement membres de l'ex-communauté d'agglomération Terres de France ;
- les deux communes qui n'étaient jusqu'alors membre d'aucune intercommunalité à fiscalité propre du Blanc-Mesnil et d'Aulnay-sous-Bois, qui, avec 82 634 habitants, est la plus peuplée de ce nouvel établissement.

## Territoire communautaire

### Géographie
La communauté d'agglomération se situe à six kilomètres du boulevard des Maréchaux à Paris, et à dix kilomètres au nord-est du centre de la capitale française.
Elle se situe à moins d'une quinzaine de kilomètres de l'aéroport de Paris-Charles-de-Gaulle et de sa zone aéroportuaire et est proche de la Plaine Saint-Denis, un important pôle économique.
L'intercommunaité se situe au sud de la plaine de France, aujourd'hui fortement urbanisée dans sa partie méridionale. Sur son territoire se trouve le pôle économique de l'aéroport du Bourget.

### Composition

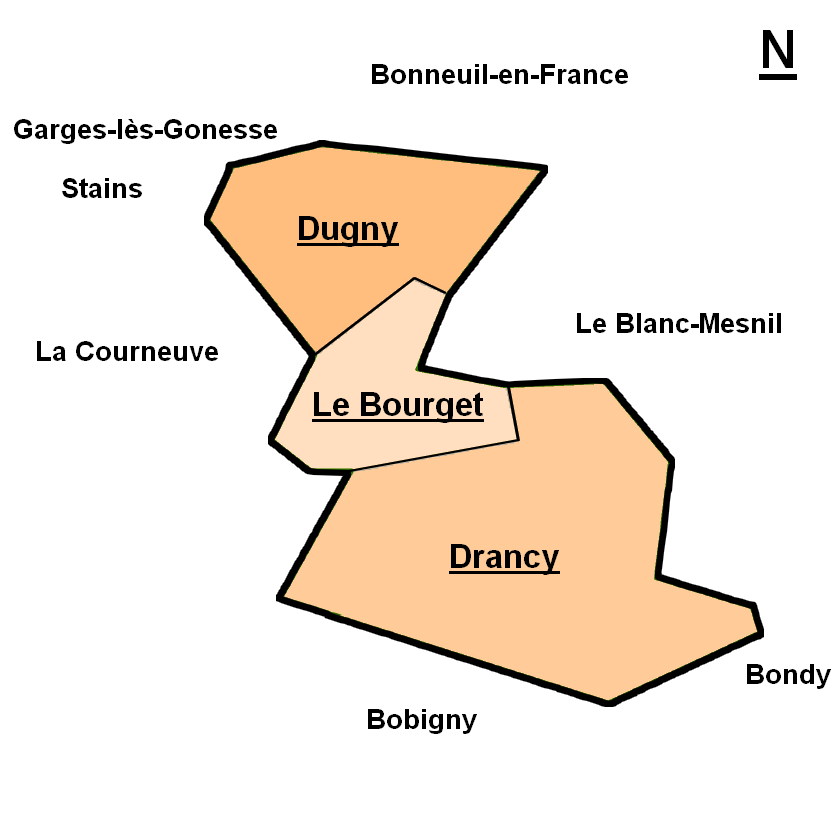
Schéma de la Communauté d'agglomération de l'aéroport du Bourget.

La communauté d'agglomération de l'aéroport du Bourget regroupait trois communes et 92 396 habitants en 2011 :
| Nom            | Code Insee | Gentilé    | Superficie (km2) | Population (dernière pop. légale) | Densité (hab./km2) |
| -------------- | ---------- | ---------- | ---------------- | --------------------------------- | ------------------ |
| Drancy (siège) | 93029      | Drancéens  | 7,76             | 68 955 (2014)                     | 8 886              |
| Le Bourget     | 93013      | Bourgetins | 2,08             | 16 028 (2014)                     | 7 706              |
| Dugny          | 93030      | Dugnysiens | 3,89             | 10 420 (2014)                     | 2 679              |

### Collectivités voisines
La communauté d'agglomération se situe en Seine-Saint-Denis et est limitrophe du Val-d'Oise au nord. Elle est bordée par :
- Bonneuil-en-France, dans le Val-d'Oise.
- Le Blanc-Mesnil, en Seine-Saint-Denis.
- La Communauté d'agglomération Val-de-France, avec Garges-lès-Gonesse, dans le Val-d'Oise.
- La Communauté d'agglomération Plaine-Commune, avec La Courneuve et Stains, en Seine-Saint-Denis.
- La Communauté d'agglomération Est Ensemble, avec Bobigny et Bondy, en Seine-Saint-Denis.

## Administration

### Siège
La communauté d'agglomération de l'aéroport du Bourget avait son siège à l'Hôtel de Ville du Bourget.

### Élus
La Communauté d'agglomération était administrée par son Conseil communautaire constitué, pour le mandat 2014-2015, de 42 membres : 9 Dugnysiens, 12 Bourgetins et 21 Drancéens.

### Liste des présidents
| Période          | Période          | Identité              | Étiquette | Qualité |
| ---------------- | ---------------- | --------------------- | --------- | --- |
| 21 décembre 2006 | 3 avril 2014     | Vincent Capo-Canellas | UDI       | Sénateur de la Seine-Saint-Denis (2011 → ) Maire du Bourget (2001 →2017)                                                                |
| 3 avril 2014     | 31 décembre 2015 | Stéphane Salini       | UDI       | Conseiller général (2004 → 2015) Conseiller départemental (2015 → ) Vice-président du SIPPEREC (2014 → ) Conseiller municipal de Drancy |

### Compétences
Les principales compétences de la communauté d'agglomération sont la création, l'entretien et le fonctionnement des équipements culturels, sportifs et scolaires, mais aussi le développement économique avec notamment la gestion d'une maison de l'emploi, et l'aménagement de l'espace avec la restructuration du pôle du Bourget et l'équilibre social de l'habitat. Elle s'occupe également de l'environnement et du développement durable avec la collecte des déchets, la gestion de l’approvisionnement de l’eau potable, l'introduction de la géothermie, etc. Enfin elle gère aussi l'informatique  et la téléphonie,.

## Projet et réalisations

### Projet communautaire

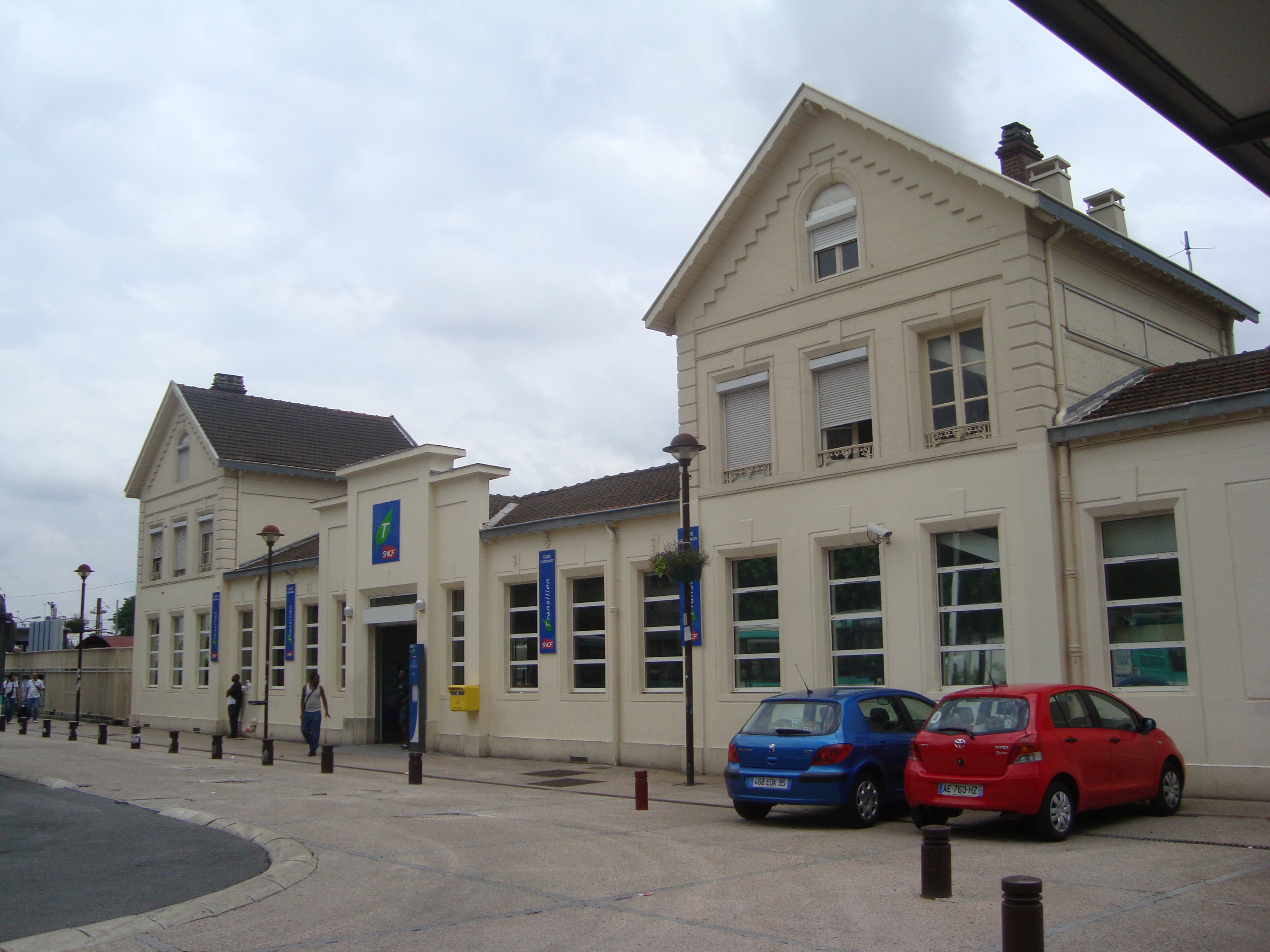
La gare du Bourget, l'un des points centraux du développement attendu.

Les ambitions de la communauté de communes initiale étaient de mettre en commun les équipements et infrastructures des différentes villes, tels la mise en place d'un réseau de médiathèques, la création d'un second lycée sur le territoire intercommunal, la collecte des déchets  mais aussi de réaliser des projets d'aménagements ou de réaménagements notamment sur le pôle de la Gare du Bourget. Avec la transformation de la structure en communauté d'agglomération en 2010 et la persepective du Grand Paris, les ambitions de l'intercommunalité augmentent . Dans l'expectative de voir son territoire desservi par plusieurs lignes et stations du Grand Paris Express, ainsi que de la création d'un pôle d'excellence économique centré sur l'aéronautique et le tourisme d'affaires, conçus par le ministre Christian Blanc, la communauté entend être un acteur majeur de l'évolution de son territoire. C'est pourquoi elle lance fin 2009 une étude stratégique de développement territorial et d’aménagement de son territoire, ainsi que celui des villes voisines de Bonneuil-en-France et du Blanc-Mesnil. La maîtrise d'ouvrage de ces travaux sera assurée par la Communauté d'agglomération de l'aéroport du Bourget qui regroupe les communes du Bourget, de Drancy et de Dugny, en association avec les villes du Blanc-Mesnil et de Bonneuil-en-France.

### Réalisations

#### En matière de culture

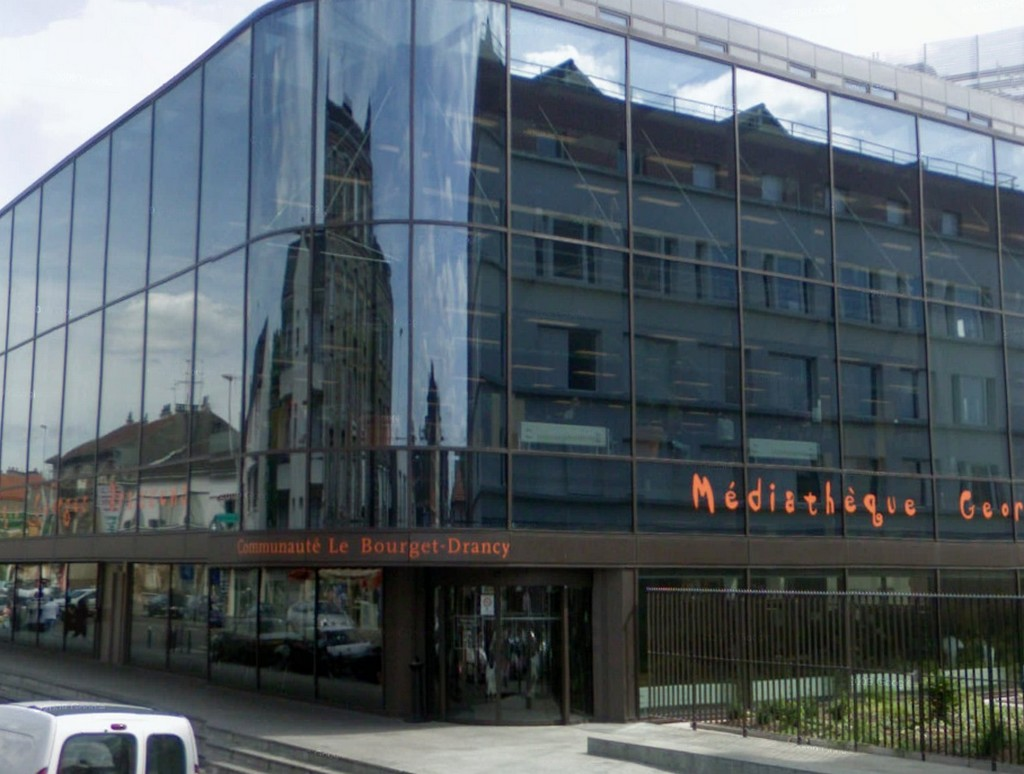
La médiathèque centrale Georges Brassens à Drancy.

La médiathèque Georges Brassens, de 3 000 m², a été inaugurée le 28 avril 2007. Elle a coûté 13 millions d'euros, dont 5,6 de subventions. C'est l'une des très rares médiathèques ou bibliothèques françaises à être ouverte 7 jours sur 7.
Bâtiment de 3 étages, elle comprend au sous-sol un auditorium, l'accueil et la section jeunesse (650 m²) au rez-de-chaussée, les documentaires pour adultes au 1er étage, la fiction pour adulte au second étage (soit 1 600 m² pour la section adulte) et les services administratifs et scientifiques au 3e étage. Au total, elle donne accès à 65 000 livres, 8 000 DVD et 6 500 CD, et comprend 65 postes informatiques connectés à Internet ainsi que 10 postes de recherche documentaire
L'équipement constitue l'équipement central d'un réseau de 6 bibliothèques de quartier (4 à Drancy, 1 au Bourget et 1 à Dugny).
Les médiathèques de proximité de l'Économie, de l'Avenir, des Bois de Groslay et Gaston Roulaud à Drancy, la médiathèque du Bourget et la médiathèque Anne Frank à Dugny complètent la médiathèque centrale Georges Brassens.

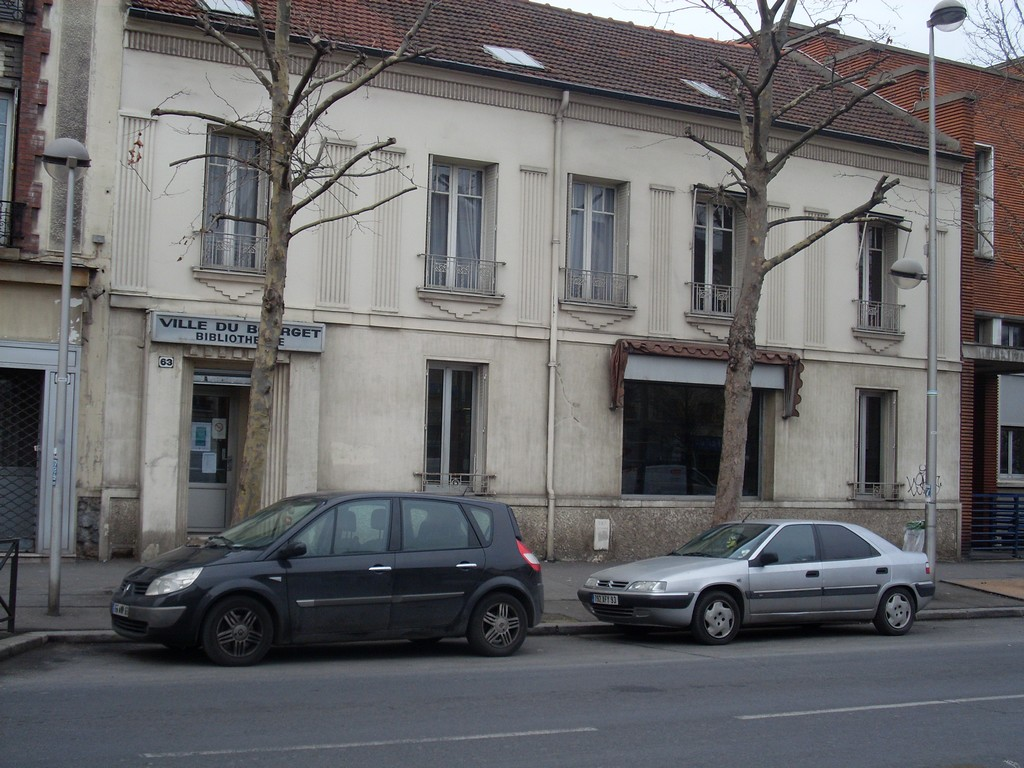
La médiathèque du Bourget.
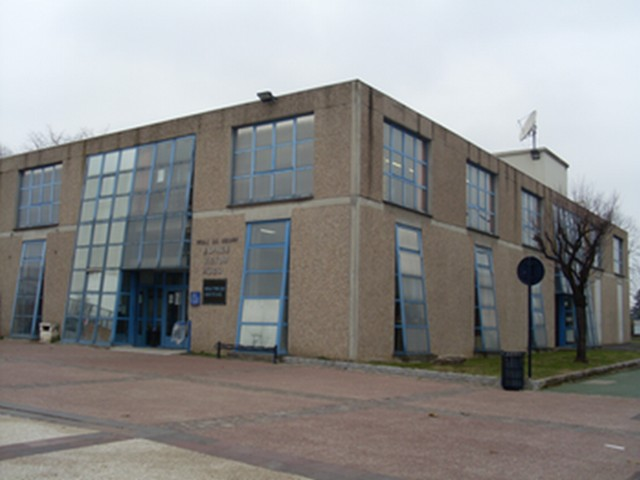
La médiathèque de Dugny.
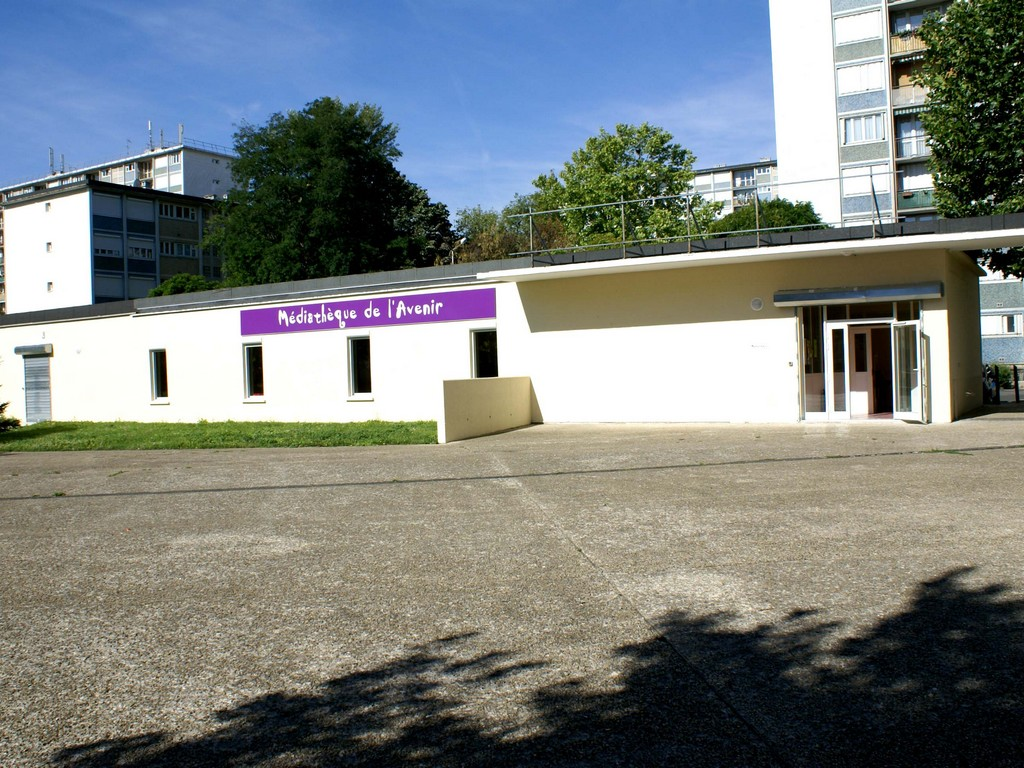
La médiathèque de l'Avenir à Drancy.
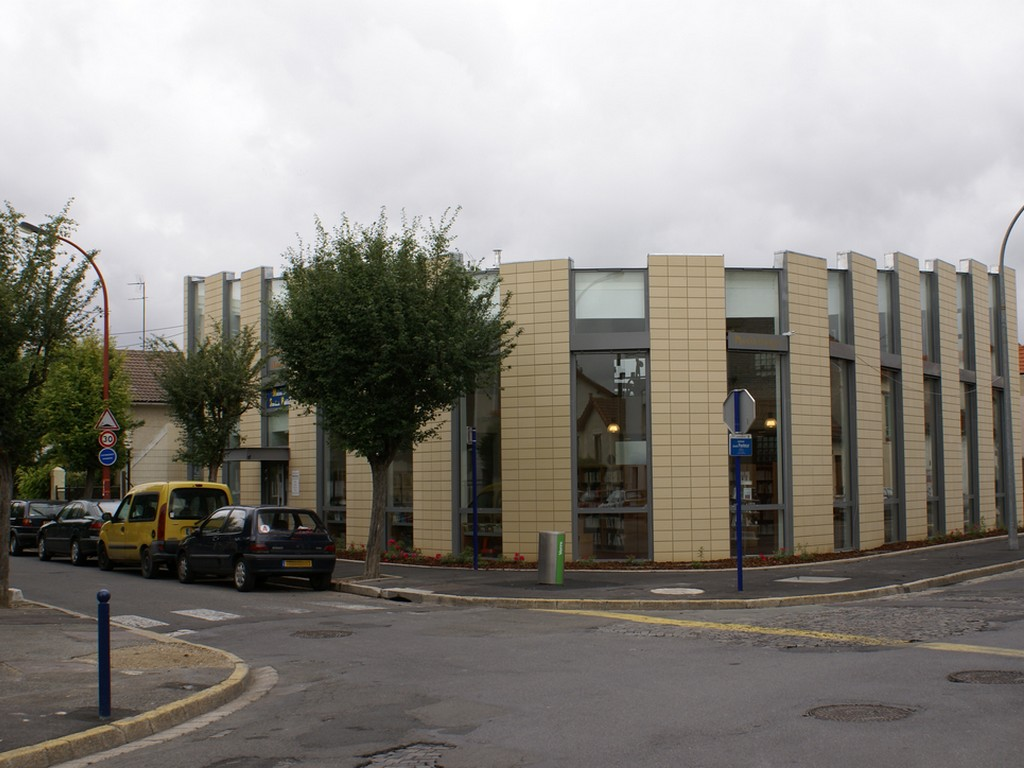
La médiathèque de l'Économie à Drancy.
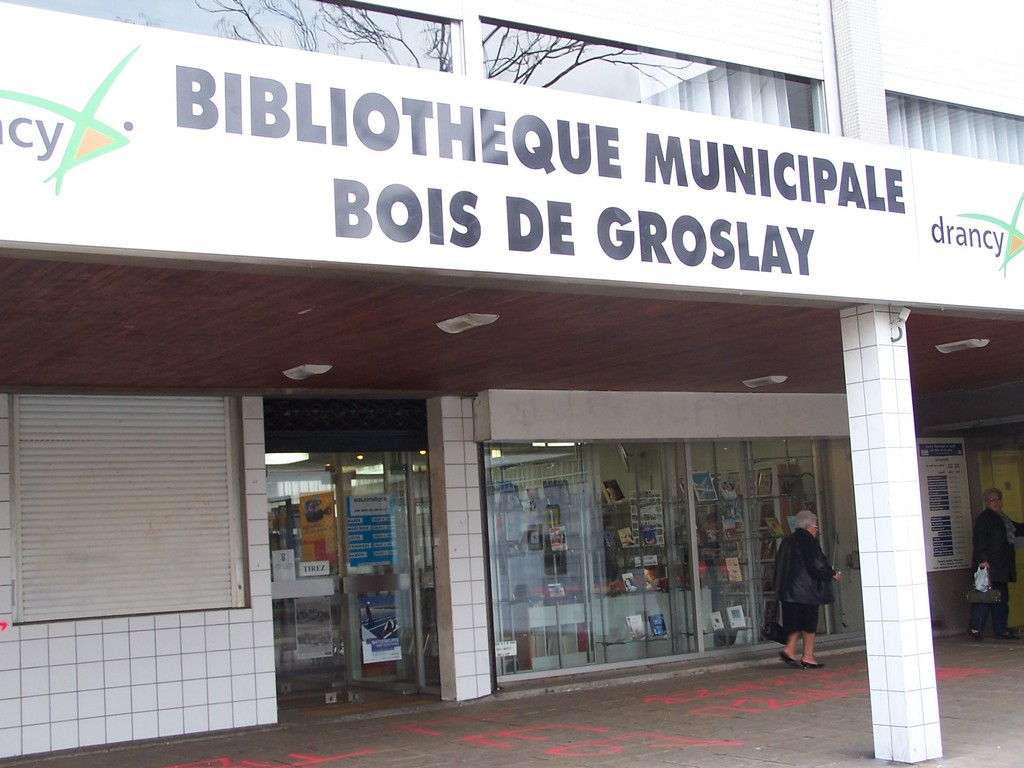
La médiathèque des Bois de Groslay à Drancy.
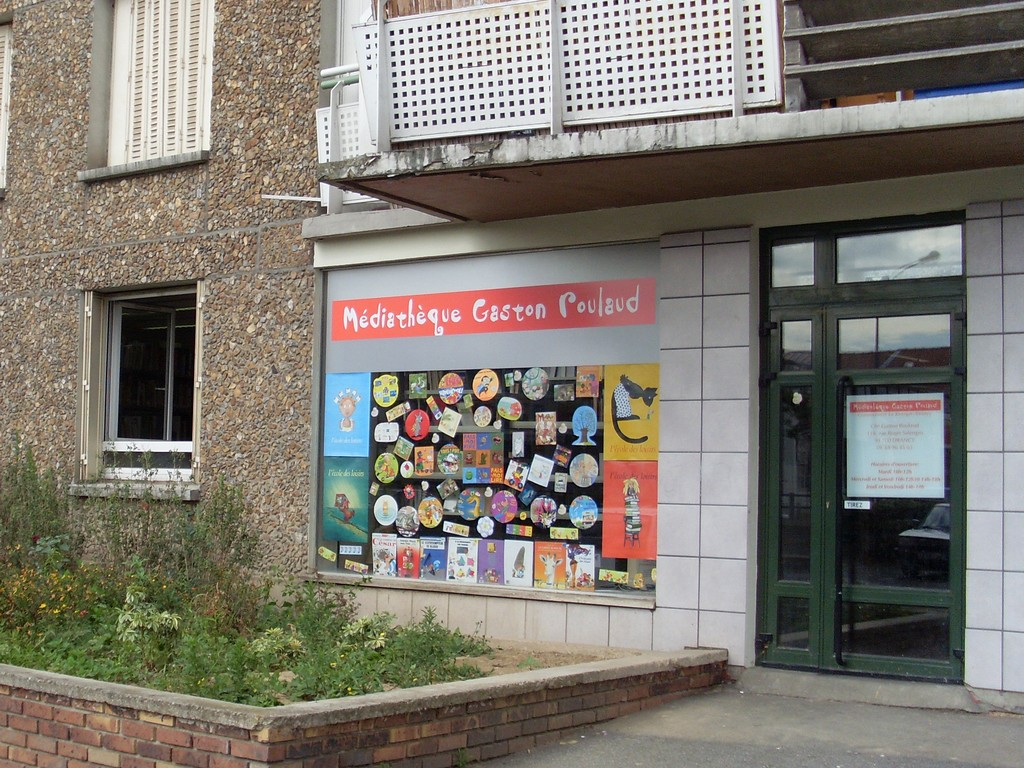
La médiathèque Gaston Roulaud à Drancy.

#### En matière d'éducation
Le lundi 8 janvier 2007, la communauté d'agglomération de l'aéroport du Bourget a décidé la gratuité des repas dans les cantines scolaires des écoles primaires, sur l'initiative de Jean-Christophe Lagarde. La gratuité des repas qui profite à 3 000 élèves représente 5 % du budget de la communauté, soit 1,1 million d'euros, étant rappelé que, de manière générale, les familles payent rarement le coût de revient complet du service (aliments, personnels et locaux), et qu'une partie de ce coût est donc assumé par les contribuables locaux.
Un lycée devrait voir le jour à la rentrée 2014 au Bourget, notamment du fait de la saturation du lycée Eugène Delacroix à Drancy. Le futur lycée accueillera les élèves du Bourget, de Dugny et une partie des Drancéens. Il est prévu pour accueillir 665 élèves en filières générales et technologiques.